# Внутрішній авіарейс

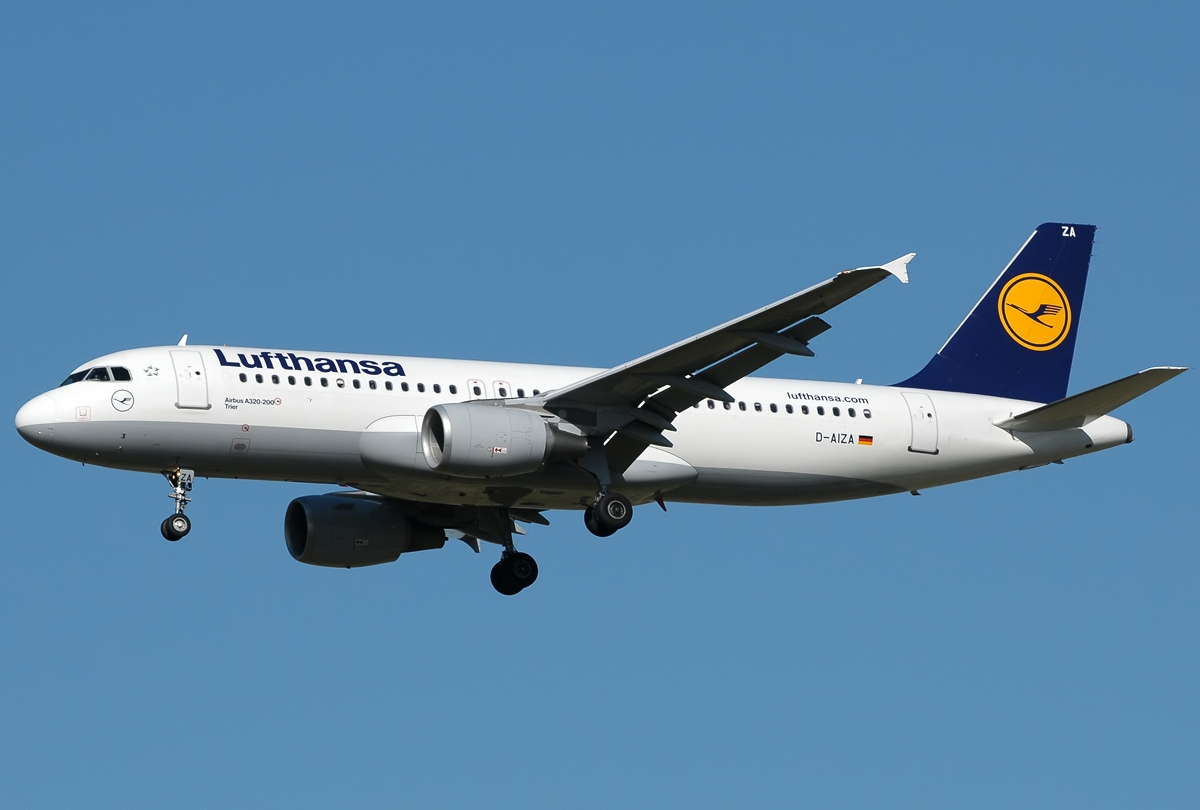
Airbus A320, літак, який широко використовується у внутрішніх рейсах.

Внутрішній рейс — це форма комерційного рейсу в рамках цивільної авіації, де відправлення та прибуття відбуваються в одній країні.
Аеропорти, які обслуговують лише внутрішні рейси, називаються внутрішніми аеропортами.
Внутрішні рейси, як правило, дешевші та коротші, ніж більшість міжнародних рейсів. Деякі міжнародні рейси можуть бути дешевшими за внутрішні через коротку відстань між двома містами в різних країнах, а також через те, що внутрішні рейси в невеликих країнах можуть використовуватися в основному для високооплачуваних бізнес-мандрівників, тоді як туристи користуються автомобільним або залізничним транспортом. всередині країни.
Внутрішні перельоти є єдиним сектором авіації, який не демонструє глобальної довгострокової тенденції зростання через те, що багато невеликих країн все частіше замінюють короткі внутрішні маршрути високошвидкісною залізницею; тим не менш, більшість найбільш завантажених повітряних маршрутів у світі є внутрішніми рейсами.
Деякі менші країни, як-от Сінгапур, не мають регулярних внутрішніх рейсів.  Країни середнього розміру, такі як Нідерланди, мають дуже мало внутрішніх рейсів; більшість із них є лише відрізком між невеликими регіональними аеропортами, такими як аеропорт Гронінген-Елде, аеропорт Маастрихт-Аахен та аеропорт Роттердам-Гаага, щоб забрати пасажирів із різних куточків країни перед тим, як відправитися в міжнародні напрямки. У червні 2013 року член парламенту Нідерландів Лісбет ван Тонгерен (зелені ліві, раніше директор Грінпіс Нідерланди) запропонувала заборонити внутрішні рейси в Нідерландах, аргументуючи це тим, що вони є невиправдано неефективними, забруднюють навколишнє середовище та дорогими, але міністр охорони навколишнього середовища Вільма Мансвелд ( лейбористська партія ) заявила, що таке Заборона порушить правила ЄС, які дозволяють авіакомпаніям літати всередині країни.

## Найбільші внутрішні ринки
| ранг | Країна                                                        | 2018 рік | зростання |
| ---- | ------------------------------------------------------------- | -------- | --------- |
| 1    | США                                                           | 958.1    | 4,4%      |
| 2    | Китай                                                         | 685.1    | 9,8%      |
| 3    | Індія                                                         | 169,9    | 15,7%     |
| 4    | Індонезія                                                     | 148.4    | 4,0%      |
| 5    | Японія                                                        | 146.5    | 1,0%      |
| 6    | Бразилія                                                      | 119.6    | 3,4%      |
| 7    | Австралія                                                     | 79.4     | 0,5%      |
| 8    | Росія                                                         | 74.9     | 9,8%      |
| 9    | Канада                                                        | 65.6     | 5,2%      |
| 10   | Туреччина                                                     | 65.1     | 5,2%      |
| -    | ЄС (за винятком Великобританія та Республіка Ірландія)/Шенген | -        | -         |